# Scylaticodes carrascoi
Scylaticodes carrascoi là một loài ruồi trong họ Asilidae. Scylaticodes carrascoi được Artigas miêu tả năm 1974. Loài này phân bố ở vùng Tân nhiệt đới.